# 木古内町国民健康保険病院
木古内町国民健康保険病院(きこないちょう こくみんけんこうほけんびょういん)は北海道上磯郡木古内町にある医療機関である。

## 診療科・部門

### 診療科
- 内科
- 外科
- 整形外科
- 耳鼻科
- 眼科
- 小児科
- 婦人科
- 泌尿器科
- 歯科
- シャント外来
- 禁煙外来
- 発熱外来
- セカンドオピニオン外来

### 部門
- 看護部
- 診療支援部門
- 事務局

## 医療機関の指定
- 救急指定医療機関
- 労災指定病院